# Agbanto
Agbanto est l'un des neuf arrondissements de la commune de Kpomassè dans le département de l'Atlantique au Bénin,.

## Géographie

### Localisation
Agbanto est situé au sud-ouest de la commune de Kpomassè.Il est limité au Nord par Sègbohouè, à l'Est par Agonkanmè, à l'ouest par la commune de Comé et au Sud par la commune de Grand-Popo.

### Administration
Sur les 76 villages et quartiers de ville que compte la commune, l'arrondissement de Agbanto groupe 07 villages que sont: 
1. Agbanto-Maga
2. Agbanto-Sotoncodji
3. Agbanto-Zounmin
4. Agonvodji–Daho
5. Agonvodji-Kpèvi
6. Gogotinkponmè
7. Nazoumè

## Histoire
L'arrondissement d'Agbanto est une subdivision administrative béninoise. Dans le cadre de la décentralisation au Bénin, Il devient officiellement un arrondissement de la commune de Kpomassè le 27 mai 2013 après la délibération et adoption par l'Assemblée nationale du Bénin en sa séance du 15 février 2013 de la loi n° 2013-O5 du 15/02/2013 portant création, organisation, attributions et fonctionnement des unités administratives locales en République du Bénin

## Démographie
Selon le recensement de la population de 2013 conduit par l'Institut national de la statistique et de l'analyse économique (INSAE), Agbanto compte 1420 ménages avec 5 694 habitants,.
| Indicateur           | 2013 |
| -------------------- | ---- |
| Nombre de ménages    | 1420 |
| Population féminine  | 2898 |
| Population masculine | 2796 |
| Population totale    | 5694 |

La population est composée de plusieurs ethnies dont les Adja et les Fon sont majoritaires.

## Galerie de photos

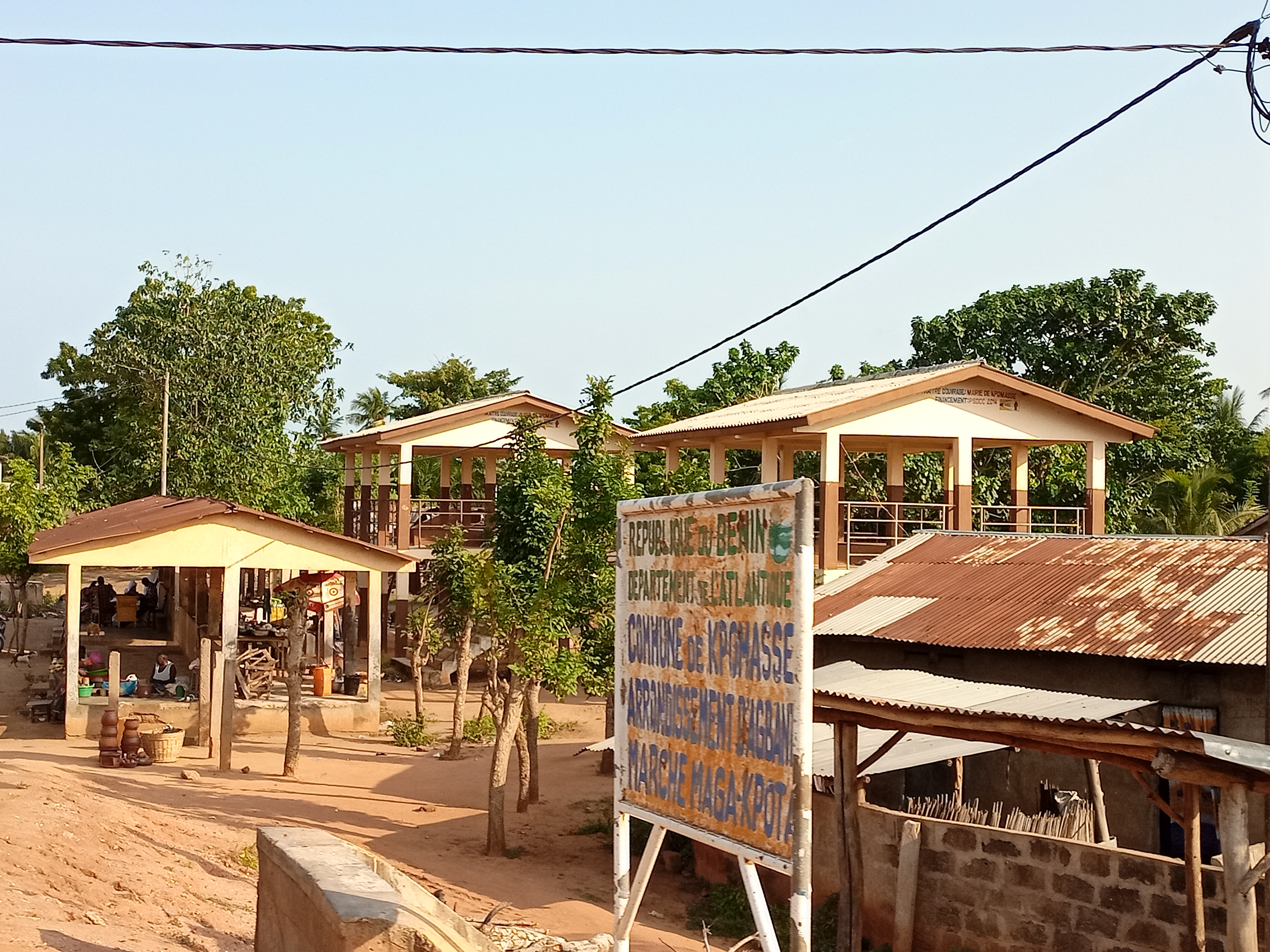
Marché de Maga-Kpota dans l'arrondissement d'Agbanto
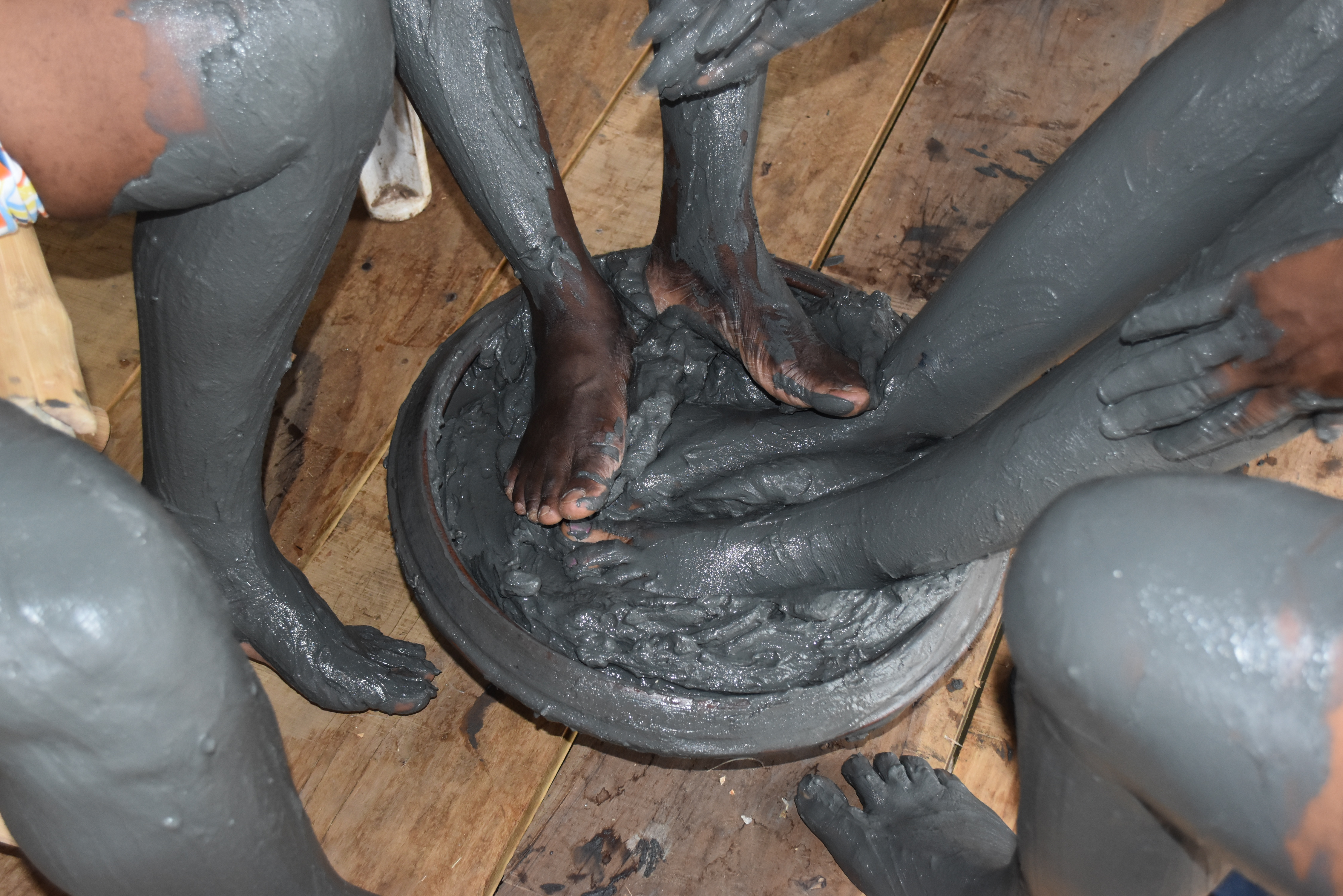
Bain d'argile à Gogotinkpon